# Media r
La media r o r rotunda (ꝛ) es una variación caligráfica y tipográfica de la letra R usada en la Edad Media para ahorrar espacio cuando la letra anterior tenía forma redonda. Su perfil proviene de la mitad derecha de la letra «R» mayúscula.
Como muchas abreviaturas, caracteres floridos, unidos o ligados, la r rotunda fue creada originalmente por dos razones: como forma de ahorrar tiempo y espacio a la hora de escribir o imprimir, y como algo meramente decorativo.

## Uso
Se utilizó inicialmente para hacer una «r» ligada posteriormente a una letra «o» de forma que ocupara menos espacio en los costosos pergaminos medievales. Con el pasar de los años su uso se extendió a letras cuyo costado derecho es redondeado como ⟨b⟩, ⟨p⟩ o ⟨h⟩ y también ⟨d⟩ cuando se escribía con su asta curvada a la izquierda (⟨ꝺ⟩). Por ello, no se utilizaba a principio de palabra, sólo en el interior. 

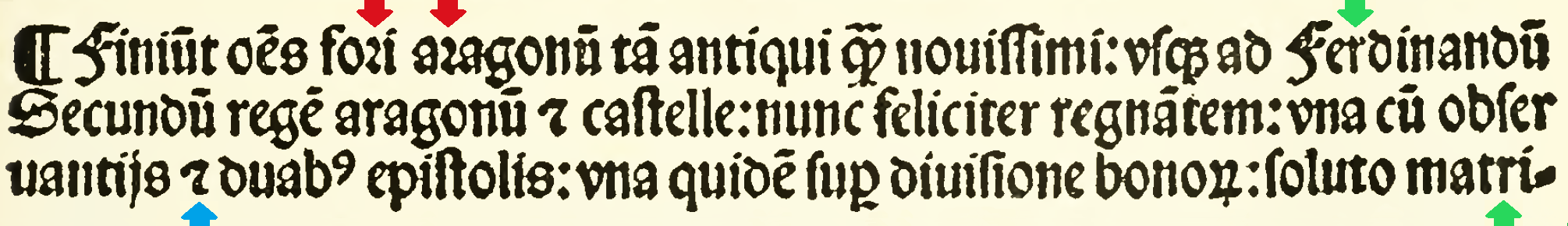
Ejemplo de incunable de una página impresa por Pablo Hurus en 1496 en Zaragoza. Incluye los tipos para r rotunda (en rojo), r normal (verde) y et tironiano (azul).

Cuando surgieron las primeras impresiones, en los incunables tempranos, la abreviatura etc. se  escribía con el tipo del et tironiano de forma ⟨⁊c.⟩. Más tarde, cuando los conjuntos tipográficos ya no contenían al et tironiano, se convirtió en una práctica común usar el glifo de media r para formar «etcétera», por su parecido formal ⟨ꝛc.⟩.

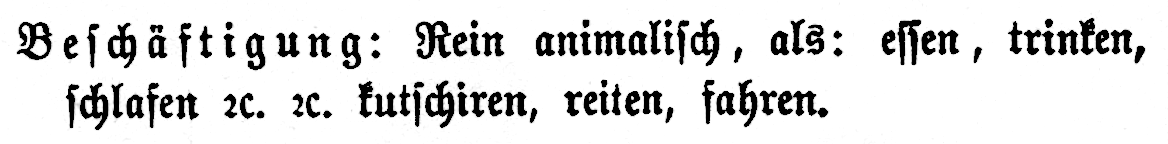
Ejemplo de uso de R rorunda para sustituir a et tironiano en ꝛc. ꝛc.

## Codificación digital
La «Medieval Unicode Font Initiative», iniciativa que buscaba añadir una gran cantidad de caracteres medievales al código Unicode, promovía añadirla en la sección de uso privado de Unicode con el código U+F20E.
A partir de la versión 5.1 los códigos Unicode de la «media r» son U+A75A (mayúscula) y U+A75B (minúscula). Por lo que su uso en la zona privado no está recomendado.
| Carácter      | Ꝛ                              | Ꝛ                              | ꝛ                            | ꝛ                            |
| ------------- | ------------------------------ | ------------------------------ | ---------------------------- | ---------------------------- |
| Unicode       | LATIN CAPITAL LETTER R ROTUNDA | LATIN CAPITAL LETTER R ROTUNDA | LATIN SMALL LETTER R ROTUNDA | LATIN SMALL LETTER R ROTUNDA |
| Codificación  | decimal                        | hex                            | decimal                      | hex                          |
| Unicode       | 42842                          | U+A75A                         | 42843                        | U+A75B                       |
| UTF-8         | 234 157 154                    | EA 9D 9A                       | 234 157 155                  | EA 9D 9B                     |
| Ref. numérica | &#42842;                       | &#xA75A;                       | &#42843;                     | &#xA75B;                     |